# Reka Orsi Toth
Reka Orsi Toth (Budapeste, 12 de fevereiro de 1999) é uma jogadora de vôlei de praia italiana.

## Carreira
Em 2014, formou dupla com Silvia D'Este disputou a edição do Campeonato Mundial Sub-17 em Acapulco e terminaram na nona posição. No ano seguinte, competiu ao lado de Chiara They no Campeonato Europeu Sub-18 em Riga e finalizaram na oitava posição, e juntas terminaram na décima sétima posição no Campeonato Mundial Sub-19 de 2016  na cidade de Lárnaca.
Em 2017, disputou o Campeonato Europeu Sub-20 em Vulcano e conquistaram a medalha de prata, e neste ano, estava entre os 26 premiados pela FIPAV, mesmo ano que sagrou-se campeã italiana de praia sub-19 e sub-21, ao lado de Chiara They. Ela é irmã mais nova da também voleibolista Viktoria Orsi Toth.
Em 2018, ao lado de Chiara They, estrearam no Circuito Mundial e terminaram na décima sétima posição no Aberto de Baden e em oitavo lugar no  Cammpeonato Europeu Sub-20 em Anapa. Nesse mesmo ano, ingressou na Universidade da Carolina Costal, atuou na posição de ponteira no time Chants Up.. Na temporada de 2019, formou dupla com Margherita Bianchin quando concluíram na nona posição no torneio uma estrela do Circuito Mundial em Alba Adriatica.
Na temporada de 2019, disputo ao lado de Chiara They, a edição do Campeonato Sub-21,  e finalizaram na nona posiçãoUdon Thani; transferiu-se para a Universidade Loyola Marymount (LMU), de 2019 a 2022.                                                                                                                                                                                   
Na jornada de 2022, atuou com sua irmã Viktoria Orsi Toth e conquistaram  no Circuito Mundial duas medalhas de bronze nos Futures de Cervia e Madrid,  e ao lado de Eleonora Gili conquistou o quarto lugar no Future de Giardini-Naxos, e ainda terminou na quinta posição ao lado de Anna Pelloia nas etapas Futures em Lecce, Cirò Marina e Baden; já no Campeonato Europeu em Munique esteve ao lado de Sara Breidenbach e terminaram na nona posição. Retomou a dupla com Viktoria Orsi Toth em 2023, conquistaram o terceiro lugar no Future de Cervia, em seguida esteve com Giada Bianchi e conquistaram a medalha de prata no Future de Messina.
Com Giada Bianchi, terminou na nona posição no Campeonato Europeu de 2024 realizado em Haia e disputou as etapas do circuito mundial de 2024, obtendo o terceiro lugar nos Futures de Cervia e Messina, o segundo lugar no Future de Battipaglia, e a inédita medalha de ouro no Future de Corigliano-Rossano; depois, atuou com Valentina Gottardi no evento Elite 16 no Rio de Janeiro e terminaram na quinta posição.

## Título e resultados
- Future de Corigliano-Rossano do Circuito Mundial de Vôlei de Praia de 2024
- Future de Messina do Circuito Mundial de Vôlei de Praia de 2024
- Future de Battipaglia do Circuito Mundial de Vôlei de Praia de 2024
- Future de Messina do Circuito Mundial de Vôlei de Praia de 2023
- Future de Cervia do Circuito Mundial de Vôlei de Praia de 2024
- Future de Cervia do Circuito Mundial de Vôlei de Praia de 2023
- Future de Cervia do Circuito Mundial de Vôlei de Praia de 2022
- Future de Madrid do Circuito Mundial de Vôlei de Praia de 2022
- Future de Giardini Naxos do Circuito Mundial de Vôlei de Praia de 2022